# WWE Diva

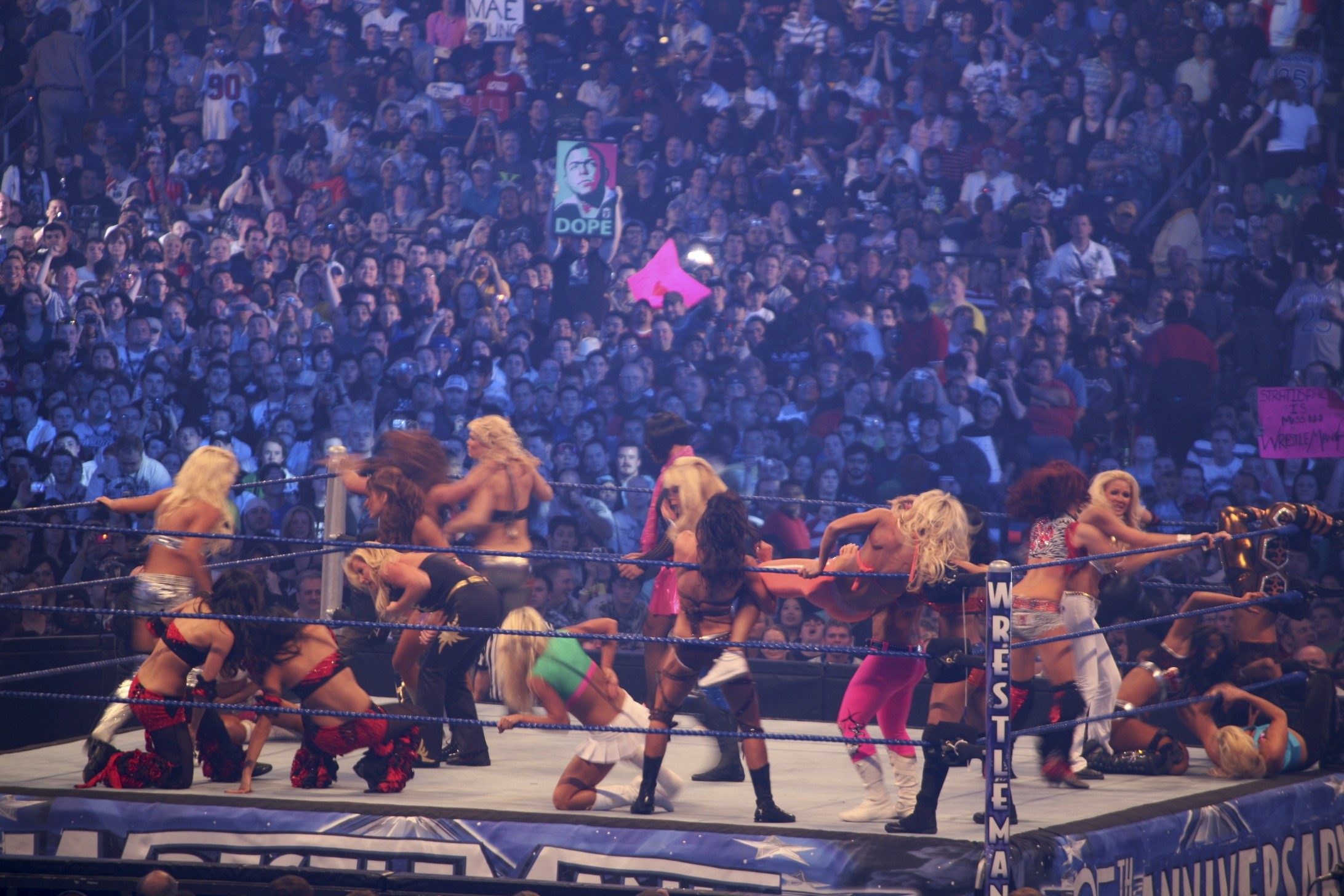
Diva's vechten in een battle royal op WrestleMania XXV

Diva is een term die gebruikt wordt in de World Wrestling Entertainment (WWE). De term "diva" wordt toegepast op vrouwen die verschijnen als worstelaars, managers, valets, achtergrond interviewers of ringomroepers.

## Geschiedenis

### 1996-2000
De eerste moderne Diva in de World Wrestling Federation (WWF) was Sunny, die debuteerde als manager van de bodybuilders duo, The Bodydonnas. Hoewel het idee van een vrouwelijke manager, dat populair was in de jaren 80 en vroege jaren 90, was Sunny's karakter sterk geseksualiseerd, waar zij als voorafgaande vrouwelijke managers werden afgeschilderd bij deze platonische of romantische verhaallijnen.
Tussen 1996 en 1997 waren Marlena, Sable en Chyna de volgende Diva's in WWF. Marlena en Sable waren even geseksualiseerd als Sunny. Marlena werd gekenmerkt door het suggestief roken van sigaren naast de ring tijdens wedstrijden. Sable kwam naar de ring in de vorm van lederen katkledingen. Chyna werd aangeboden als een antithese van de rest van de diva's, een mannelijke bodybuilder waarvan de seksuele identiteit het onderwerp was van de vroege verhaallijnen. Sunny, Sable en Marlena werden verder in de markt gebracht als sekssymbolen door WWFs Raw Magazine, een maandelijkse magazine waarin Diva's provocerende kleding of semi-naakt gefotografeerd werden. In 1998 debuteerde Debra en werd kort daarna gekenmerkt in een Raw Magazine waarin ze in een reeks van zakelijke kleding en lingerie werden onthuld in verschillende schuurtjes.
Marlena was de manager van Goldust (in echte leven getrouwd met Marlena) en Sable was de manager van Marc Mero (in echte leven getrouwd met Sable). Sable werd snel in populariteit overschaduwd van haar man. Haar populariteit leidde dit tot het terugkeer van het WWF Women's Championship, evenals het aantrekken van meer vrouwelijke worstelaars door de WWF. Sable werd de eerste vrouwelijke WWF Diva om zichzelf uit te roepen tot een "Diva" tijdens de Raw aflevering van 19 april 1999. De term "Diva" bleek alsmaar populairder en kort daarna werd de term "Diva", de officiële titel voor vrouwelijke performers van WWF, of ze nu managers of worstelaars zijn. Ivory, een veteraan vrouwelijke worstelaar, debuteerde in de WWF in februari 1999.
Sable's populariteit leidde dit tot een verschuiving in de rol van vrouwen in de WWF. WWF organiseerde speciale wedstrijden (zoals avondjurk, inter-gender tag team wedstrijden) waarin vrouwelijke worstelaars elkaar concurreren. Men hield ook de eerste bikini contest, waarin ze streden tegen Jacqueline. Jacqueline was ook de eerste vrouwelijke worstelaar die in de Playboy covergirl stond. In tegenstelling tot Jacqueline, Ivory en Luna, de fysieke Diva's en ervaren worstelaars op dat moment, Sable heeft later toegegeven dat in haar contract, zoals erin geschreven stond, geen bumps mocht nemen.

### 2000-2002
In februari 2000 debuteerde Lita, een Diva die tijdens de wedstrijden hoge risico's nam dan de andere Diva's, zoals "moonsaults" en "diving hurricanranas" (worsteltermen). Haar populariteit werd aangemoedigd om Diva's naar een hogere niveau van atletische concurrentie binnen de WWF Women's Division, met behoud van het seksuele element.
Tijdens de SmackDown aflevering van 30 maart 2002, hield men voor het eerst een Diva match in SmackDown in de WWF-geschiedenis. Het was een WWF Women's Championship match tussen titelverdediger Jacqueline en Stephanie McMahon-Helmsley waarbij Stephanie de wedstrijd won. Tijdens de Raw aflevering van 21 augustus, hield men voor het eerst een Women's Championship match tussen titelverdediger Stephanie McMahon-Helmsley en Lita.
Kort na Lita's debuut, maakte Trish Stratus haar debuut en begon als een valet. Ook later dat jaar maakte Molly Holly haar debuut. Ze was, in tegenstelling tot de meeste andere Diva's, een gezonde gimmick en droeg bescheiden kleding.
In het najaar van 2001, werd Trish Stratus opgeleid door Fit Finlay, een road agent die verantwoordelijk is voor vrouwenwedstrijden. Stratus werkte haar weg naar de top van de divisie en op Survivor Series won ze uiteindelijk het Women's Championship. Ook in het najaar van 2001, verliet Chyna de WWF en dat was te wijten aan de echte leven kwesties tussen haarzelf, Triple H en Stephanie McMahon. In april 2002 liep Lita een nekletsel op en was de eerste Diva die een halsoperatie heeft ondergaan. Ze was daardoor anderhalf jaar buiten strijd.

### 2002-2006
Op 5 mei 2002, het WWF werd officieel van haar naam veranderd in WWE. De komende jaren werden meer WWE Diva's ingehuurd dan ooit tevoren. Er waren een aantal vrouwelijke winnaars van de realitysoap WWE Tough Enough aangeworven. De andere deelnemers van WWE Tough Enough hadden de ambitie om een professioneel worstelaarster te worden. Talrijke Diva's streden in wedstrijden zoals de "pillow fights" (kussengevechten) en "Bra And Panties" matchen. Ondertussen streden Trish Stratus, Lita, Jazz, Gail Kim, Molly Holly, Jacqueline, Ivory en Victoria om het WWE Women's Championship in mannelijke wedstrijden zoals de "Street Fight match", "Hardcore match" en "Steel Cage match". Molly Holly (Mighty Molly), Trish Stratus en Terri deden ook kort mee in het Hardcore Championship.
In het voorjaar van 2002, WWE begon het aanwerven van nieuw Diva's die trainden in hun ontwikkeling gebieden. Deze nieuwe Diva's werden gerekruteerd uit modellenbureaus, het onafhankelijke circuit en de Diva Search. In 2003, Gail Kim was de eerste vrouw die van een Koreaanse afkomst het WWE Women's Championship won. Ook Jacqueline hield kort het WWE Cruiserweight Championship, een kampioenschap voor mannen.
Ook tijdens deze periode, de nieuwe Diva's, zoals Beth Phoenix, Mickie James, Jillian Hall, Melina en Candice Michelle maakten hun debuut in de WWE, terwijl meer en meer Diva's van de vorige generatie(s) de WWE verlieten.

### 2006-2009

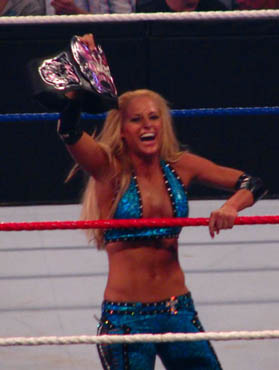
Michelle McCool als eerste WWE Divas Champion ooit in 2008

In 2006 verliet Stacy Keibler de WWE om zich meer te concentreren in haar acteercarrière. Na Unforgiven 2006 ging Trish Stratus met pensioen en later in dat jaar, na Survivor Series, ging Lita ook met pensioen. Vanwege haar rugproblemen, ging Torrie Wilson met pensioen, in 2008. In januari 2009 verliet Victoria, na een negenjarige carrière, de WWE. Victoria ging aan de slag in de Total Nonstop Action Wrestling (TNA) als Tara, in april 2009, als een TNA Knockout. Ringomroepster Lilian Garcia ging in september 2009 met pensioen, maar keerde in 2012 voltijds terug naar de WWE.
De vrouwenafdeling bleef maar groeien nadat de Diva's elkaar begonnen te concurreren in verschillende soorten wedstrijden. Tijdens de Raw aflevering van 5 maart 2007, streden Mickie James en Melina voor het eerst de Falls Count Anywhere match voor het Women's Championship. Op Vengeance: Night of Champions in 2007, werd Candice Michelle de eerste voormalige WWE Diva Search deelneemster die het Women's Championship won. Op One Night Stand 2008 streden Beth Phoenix en Melina elkaar voor het eerst in de "I Quit" match. Op Extreme Rules 2009 streden Michelle McCool en Beth Phoenix in een "Extreme Makeover match" voor het Women's Championship.
Tijdens de SmackDown aflevering van 6 juni 2008, kondigde de toenmalig SmackDown General Manager Vickie Guerrero een nieuwe kampioenschap aan: het WWE Divas Championship. Natalya en Michelle McCool waren de eerste uitdagers die streden voor het nieuwe kampioenschap. Op The Great American Bash 2008 versloeg McCool Natalya en werd zo de eerste WWE Divas Champion ooit.

### 2010-2012
Tijdens de Raw-aflevering van 12 april 2010, won Eve Torres het WWE Divas Championship door Maryse te verslaan en werd de eerste WWE Diva Search winnares die het kampioenschap won. Op 22 april 2010 verliet Mickie James de WWE en tekende later, op 22 september 2010, een contract met WWE's rivaal Total Nonstop Action Wrestling (TNA). Op Fatal 4-Way werd Alicia Fox de eerste Afrikaans-Amerikaans en de jongste Divas Champion.
Op Night of Champions 2010 was het Divas Championship verenigd met het WWE Women's Championship nadat Michelle McCool Melina versloeg om beide titels te verenigen. Beide titels werd vernoemd tot Divas Championship. Dit betekende dat het Women's Championship na 54 jaar werd opgeborgen. Op TLC: Tables, Ladders & Chairs 2010 wonnen Natalya en Beth Phoenix de eerste Diva tag team Table match ooit van Team Lay-Cool. Trish Stratus keerde terug naar de WWE als een van de trainers van de nieuw gelanceerde WWE Tough Enough seizoen.
In 2011 tekende Kharma een contract met WWE maar paar weken later maakte ze bekend dat ze maandenlang inactief zal zijn vanwege haar zwangerschap, maar kreeg later een miskraam. In april 2011 ging Michelle McCool met pensioen en in begin augustus verliet Melina de WWE. In diezelfde maand nam Gail Kim ontslag van de WWE en ging opnieuw worstelen voor TNA.
Na pensionering in september 2009, keerde Lilian Garcia terug op 5 december 2011 naar de WWE. Op Royal Rumble 2012 nam Kharma deel aan de Royal Rumble match, werd zo de derde vrouw die deelnam aan de match, maar verliet later de WWE. In april 2012 was Eve Torres aangewezen als Executive Administrator van Raw en Smackdown General Manager John Laurinaitis. In diezelfde maand scheidde de The Bella Twins (Brie Bella & Nikki Bella) hun weg met de WWE. Op 28 september 2012 was Kelly Kelly vrijgegeven van haar WWE-contract vanwege haar wekenlange afwezigheid. Op 29 oktober 2012 verliet Beth Phoenix de WWE nadat haar contract afliep en versloeg in haar laatste match AJ Lee. In december 2012 verliet Torres vrijwillig de WWE.

### 2013-heden
Op 14 januari 2013, in een "20th Anniversary" Raw-aflevering, won Kaitlyn het Divas Championship en werd zo de eerste "NXT Diva" die de titel veroverde. In maart 2013 keerden de tweelingzussen, Brie en Nikki Bella, terug naar de WWE. Op Payback op 16 juni 2013 veroverde AJ Lee het titel van Kaitlyn. Na 295 dagen moest AJ Lee uiteindelijk haar titel afstaan aan de debuterende Paige. Met haar 21-jarige leeftijd was Paige ook de jongste WWE Divas Champion ooit. Ze verbak het record van Aicia Fox, die toen op een 24-jarige leeftijd de titel won.

## Diva Search (2003–2007)
De Diva Search is een jaarlijkse wedstrijd die elke zomer heeft plaatsgevonden. Het doel van de Diva Search was om nieuwe vrouwelijke worstelaars, interviewers, valets aanwerven in de WWE. De winnares van de wedstrijd kreeg een eenjarig contract ter waarde van $100.000. Voorheen was de waarde van het contract $250.000.

## Promotie
De populariteit van de vrouwen in de WWE heeft geresulteerd in diverse cross-promoties met andere merken met WWE Diva's. Verschillende Diva's hebben zich geposeerd in Playboy en de andere diva's die verschenen zijn in commercials voor WWE en niet-WWE producten.
De WWE Divas worden elk jaar geposeerd voor een jaarlijkse fotoshoot, dat jaarlijks op een andere locatie plaatsvinden. De fotoshoot wordt gevolgd door een tijdschrift met foto's van de shoot.

### Playboy

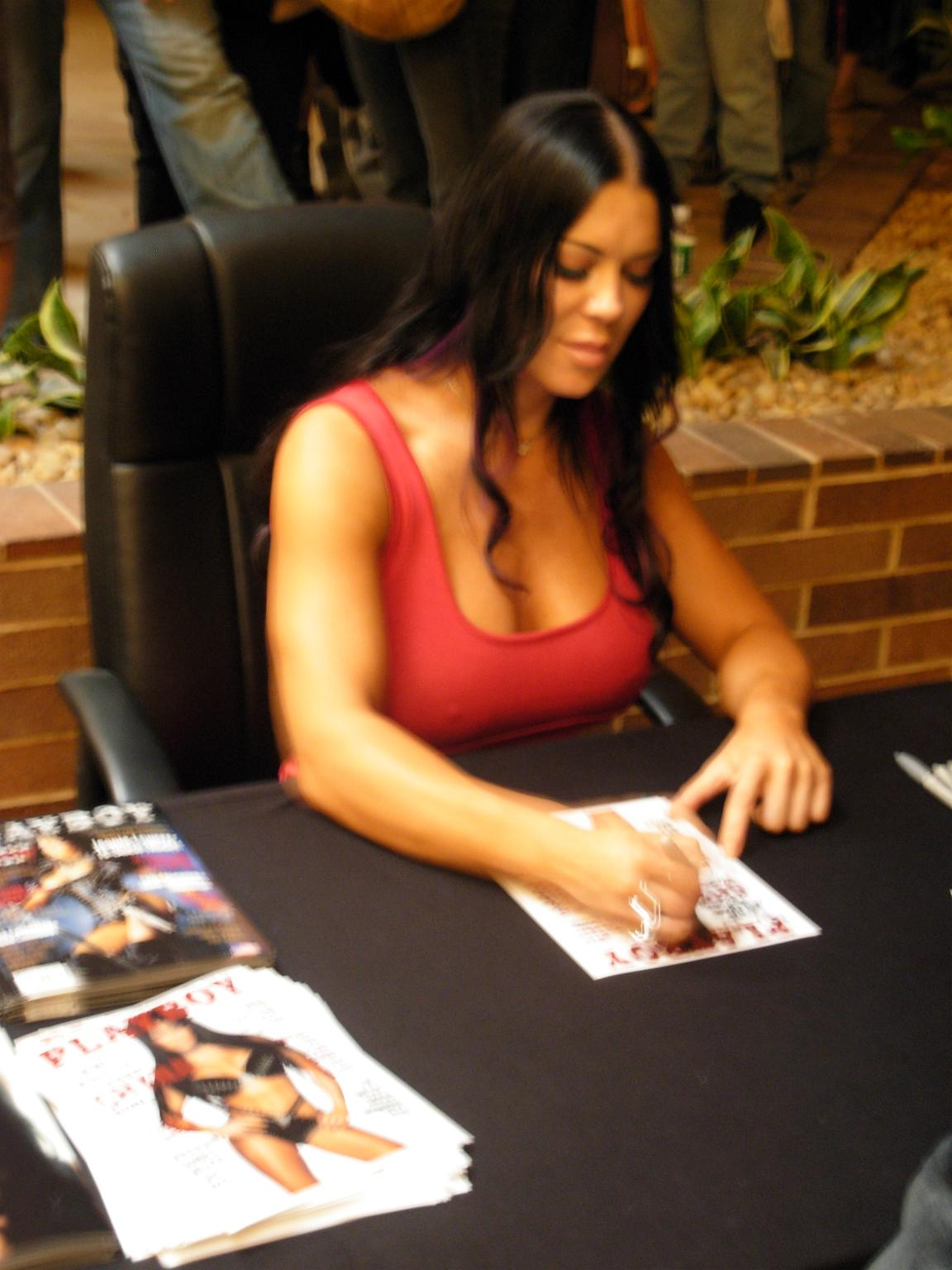
Chyna signeerde haar Playboy cover in 2000

Sinds 1999, zeven WWE Diva's hadden zich geposeerd op de cover van Playboy:
- 1999: Sable
- 2000: Chyna
- 2003: Torrie Wilson
- 2004: Torrie Wilson en Sable
- 2005: Christy Hemme
- 2006: Candice Michelle
- 2007: Ashley
- 2008: Maria

## Kampioenschappen en prestaties

### Huidige kampioenschap
| Kampioenschap            | Huidige kampioene | Datum        | Vorige kampioene | Aantekeningen |
| ------------------------ | ----------------- | ------------ | ---------------- | ------------- |
| WWE women's championship | Sasha Banks       | 25 juli 2016 | Charlotte        | Raw           |

### Andere prestaties

#### WWE NXT
| Rookie Diva | Datum gewonnen   |
| ----------- | ---------------- |
| Kaitlyn     | 30 november 2010 |